# Eclipse Sportscars
Eclipse Sportscars Limited ist ein britischer Hersteller von Automobilen.

## Unternehmensgeschichte
Clive Jonathan Hudson, Lesley Ann Wilson, Paul Jeffrey Boyd und Simon Eric Childs gründeten am 31. Juli 2008 das Unternehmen in Towcester in der Grafschaft Northamptonshire. Sie begannen 2009 mit der Produktion von Automobilen und Kits. Der Markenname lautet Eclipse. Insgesamt entstanden bereits in den ersten zwei Jahren etwa drei Exemplare.

## Fahrzeuge
Das einzige Modell ist der SM 1. Dies ist ein Rennsportwagen mit Straßenzulassung. Die offene Karosserie bietet Platz für zwei Personen. Ein Vierzylinder-Ford-Duratec-Motor mit 2000 cm³ Hubraum treibt die Fahrzeuge an.